# Marta Cozmin
Marta Cozmin (n. 31 ianuarie 1930 – d. 25 ianuarie 2006) a fost o scriitoare română.

## Familia
Tatăl său a fost avocatul și omul politic Aurelian Bentoiu. A fost căsătorită cu scriitorul și medicul Mircea Alexandru Pop (Alexandru Miran). Fratele ei este compozitorul Pascal Bentoiu.

## Studii
A absolvit liceul la Institutul Sf. Maria (Pitar-Moș) din București. În 1945 înființează împreună cu un grup de colege revista literară Zori, care își va înceta apariția în 1947. Între 1949-1952 lucrează la institutul de Mecanică Aplicată al Academiei. În 1951, intră la Facultatea de Matematici din București. Diplomă de Stat în 1957.

## Activitate
- 1956-1958, bibliograf la Biblioteca Centrală de Stat. În perioada aceea dramatizează "Verișoara Bette" de Balzac și câteva schițe de Cehov, pe care le pune în scenă, cu colegii.
- 1969 - "Geamantanul din America", Editura pentru Literatură
- 1971 - Cocoșul de apă și alte povești, Editura Ion Creangă
- 1973 - Câinele și gramofonul, povestiri humoristice, Editura Cartea Românească
- 1975 - Porțile vântului, povești, Editura Ion Creangă
- 1976 - Degetarul de ceață, povești, Editura Ion Creangă
- 1976 - Marea la ora șase, roman, Editura Cartea Românească
- 1980 - Supraviețuitorii, roman, Editura Cartea Românească
- 1980 - Croitorul de povești,  Editura Ion Creangă. Recompensată cu Premiul Uniunii Scriitorilor
- 1984 - Să vorbim despre palmieri, roman, Editura Cartea Românească, Premiul Uniunii Scriitorilor
- 1984 - Sora păpădiilor, povești, Editura Ion Creangă
- 1986 - Umbra poveștilor, Editura Ion Creangă
- 1999 - Carte de povești, Editura Vitruviu
- 2000 - Povești, povești, Editura Vitruviu, Colecție de basme. Cuprinde ciclurile: Porțile vântului și Croitorul de povești.

Câteva cărți de povești au fost traduse: în limba germană (Cocoșul de apă și alte povești, 1977 și 1983, Porțile vântului, 1985), în limba rusă (Croitorul de povești, 1985) și în limba spaniolă (același titlu, 1986).
- Din 1990, autoarea își îndreaptă interesul mai ales spre teatru. Pentru copii scrie trei piese scurte, grupate sub titlul "Întâmplări cu îngeri". Dintre celelalte piese, destinate publicului adult, două au fost nominalizate la concursul UNITER pentru cea mai bună piesă a anului: Înțeleptul și actorul (1993) și Teatrul a murit, trăiască teatrul! (1996). Împreună cu comedia "Scândura" au alcătuit volumul "Teatru", Editura Vitruviu, în seria Teatru, nominalizări UNITER. Acesta a fost distins cu premiul Fundației Camil Petrescu pentru cea mai bună carte de teatru apărută în anul 2000.
- 2001 - "Teatru 2", cuprinzând comediile "Județul patruzeci și patru", "Experimentul Sonderbar", "Shirley și revolverul", Editura Vitruviu.
- 2003 - "Basme și povești", Editura Vitruviu.
- 2005 - "Marea la ora șase", roman revizuit, Editura Vitruviu.
- 2006 - "Teatru 3": comediile "A fost Mimi, a fost Lola ?", "Călătorie în Azahiria", "Comedie și Zacuscă", Editura Vitruviu.
- 2007 - Apare, postum, "Teatru 4 (Întâmplări cu îngeri)": "Îngerul hoinar", "A venit un copil", "Soulguard".

## Premii
Premiul Uniunii Scriitorilor, în 1980 și 1984.
Premiul Fundației Camil Petrescu pentru cea mai bună carte de teatru apărută în anul 2000.